# Bustul Olhăi Kobîleanska din Gura Humorului

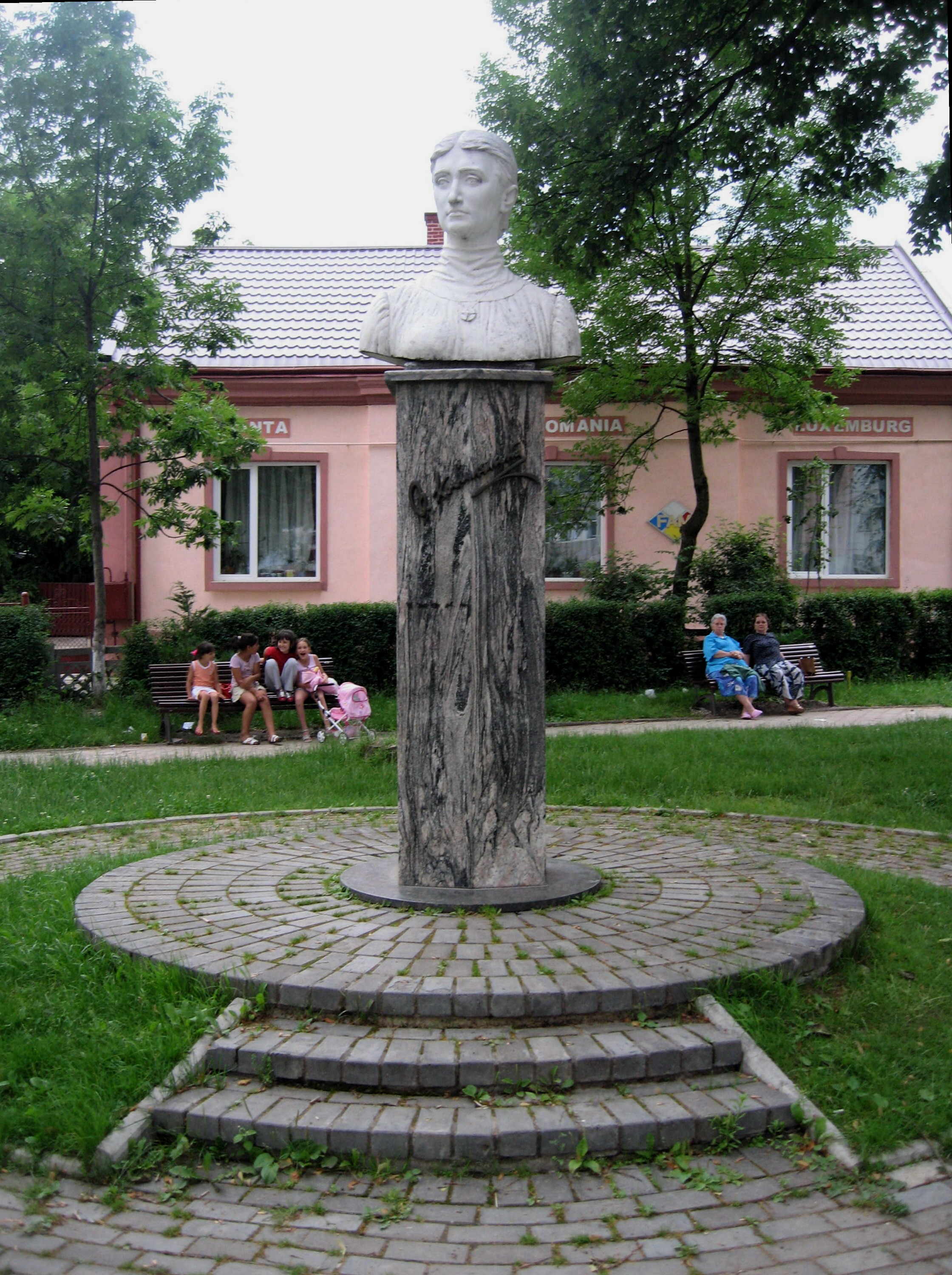
Bustul scriitoarei Olha Kobîleanska din Gura Humorului

Bustul Olhăi Kobîleanska din Gura Humorului este un monument statuar ridicat în memoria scriitoarei ucrainene Olha Kobîleanska, amplasat în orașul Gura Humorului (județul Suceava).

## Scriitoarea Olha Kobîleanska
Scriitoarea de limbă ucraineană Olha Kobîleanska (în limba ucraineană Ольга Кобилянська) s-a născut la data de 27 noiembrie 1863, în familia unui funcționar mărunt (de religie greco-catolică) din orașul Gura Humorului din Bucovina aflată pe atunci în Imperiul Austro-Ungar. În acest oraș, ea și-a petrecut copilăria și adolescența, iar începând din anul 1891, s-a mutat în orașul Cernăuți, unde a locuit pentru tot restul vieții și unde a decedat la data de 21 martie 1942. 
Opera sa literară are ca temă viața țăranilor bucovineni, huțulilor și intelectualității ucrainene. A fost o luptătoare vehementă împotriva războiului. Teatrul Național din Cernăuți îi poartă numele. 
Olha Kobîleanska s-a opus Unirii Bucovinei cu România. În perioada interbelică, deși locuia în România, ea a fost primită în Uniunea Scriitorilor Sovietici și a primit pensie de la statul sovietic, iar opera ei a fost promovată în RSS Ucraineană. Ea a declarat „ne vom descurca într-un fel sau altul, dacă nu vin bolșevicii”. Kobîleanska a susținut Ocupația sovietică a Basarabiei și Bucovinei de Nord din 1940.

## Amplasarea bustului
La data de 14 noiembrie 2003, în orașul natal al scriitoarei, Gura Humorului, a fost dezvelit bustul scriitoarei ucrainene Olha Kobîleanska, odată cu aniversarea a 140 de ani de la nașterea sa. Acest eveniment a beneficiat de un program artistic ce a fost susținut de formații din regiunea Cernăuți și județul Suceava și de depunere de coroane. La acest eveniment, au asistat Volodimir Litvin - președintele Radei Supreme a Ucrainei, Vasili Boeciko - Consulul General al Ucrainei la Suceava, Ioan Cușnir - prefectul județului Suceava, Gavril Mârza - președintele Consiliului Județean Suceava, senatorul sucevean Ghiorghi Prisăcaru - președintele Comisiei de politică externă a Senatului României și Mircea Dobre - primarul orașului Gura Humorului .
Bustul Olhăi Kobîleanska din Gura Humorului a fost realizat în Ucraina și are înscris în relief pe soclul său semnătura scriitoarei. În fața bustului a fost amplasat pe un suport de 3 țevi metalice o tablă de culoare albă pe care au fost înscrise în limba română câteva date despre viața și opera scriitoarei de limbă ucraineană.
În decembrie 2008, tabla amplasată în fața bustului a fost revopsită în galben, numele scriitoarei fiind înscris Olga Kobylianska, mai apropiat de pronunția ucraineană.
În fiecare an, reprezentanți ai Consulatului General al Ucrainei din Suceava și ai Uniunii Ucrainenilor din România depun coroane de flori la bustul Olhăi Kobîleanska din Gura Humorului.

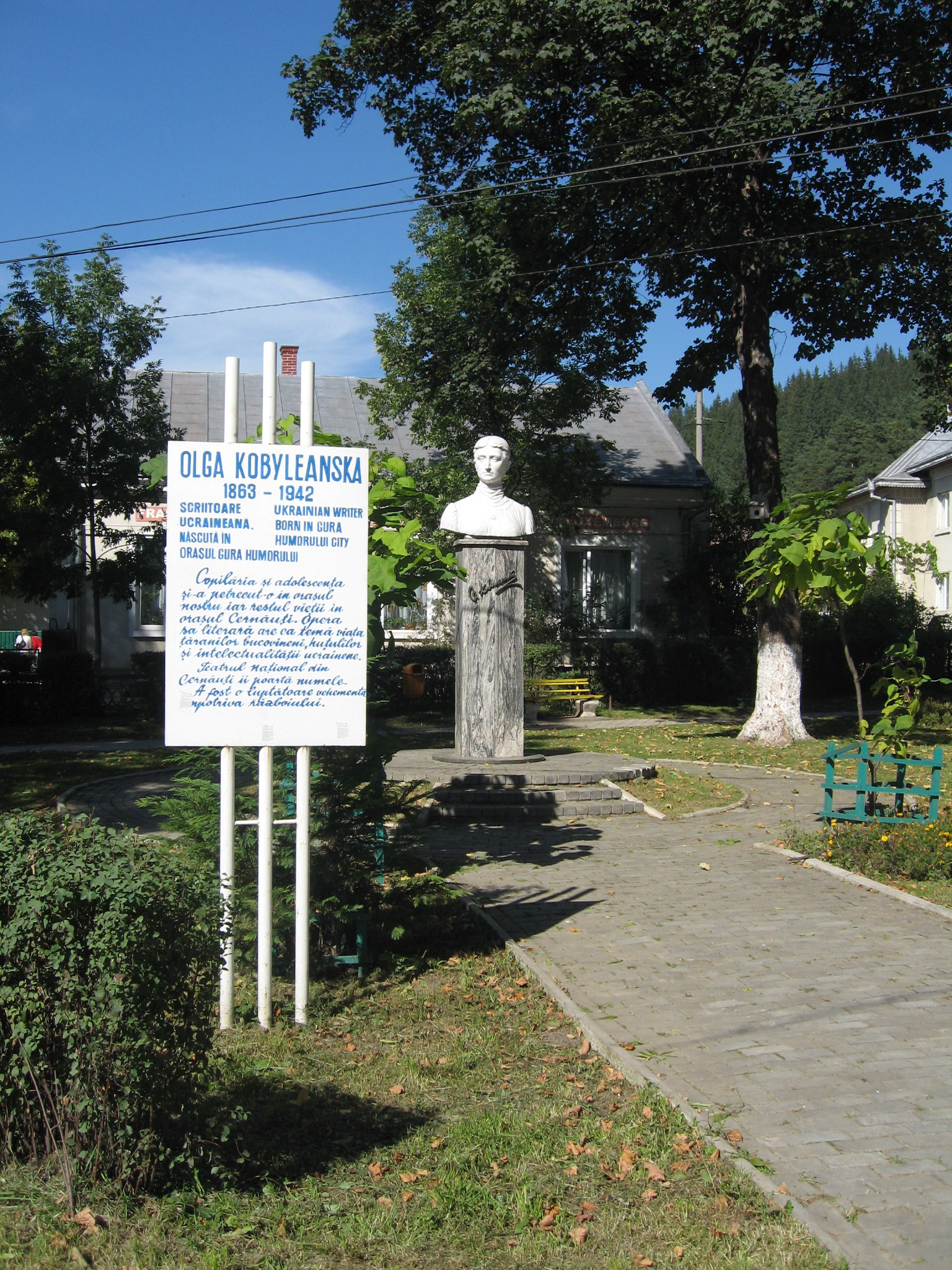
Tabla cu vechea inscripție
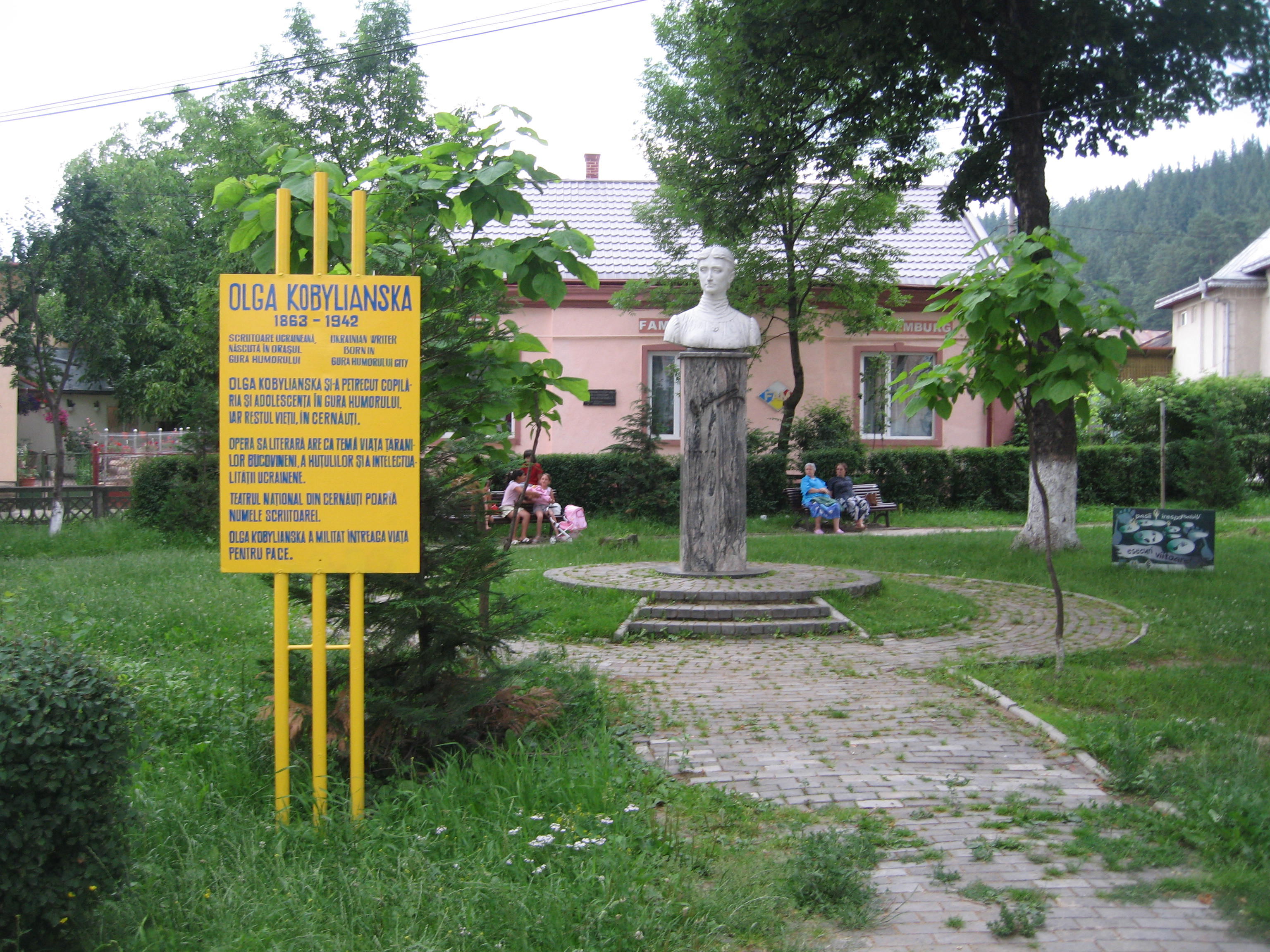
Tabla cu noua inscripție